# Кардиф
Вижте пояснителната страница за други значения на Кардиф.
Ка̀рдиф (на английски: Cardiff; на уелски: Caerdydd, Кайрдѝд) е столица на Уелс, административен център на едноименния самостоятелен окръг Кардиф. Население 316 800 жители (2004 г.)

## География
Кардиф е пристанищен град, разположен в Южен Уелс, на крайбрежието при вливането на реките Илай и Таф в Бристолския канал на Атлантическия океан.

## История
Основан е от келтите през 1 век пр.н.е. По-късно, в края на I век при превземането на Британия, римляните изграждат „форт“ – военен лагер, който при Константин I Велики е укрепен с каменна укрепителна стена с квадратен план. Части от нея се забелязват в основите на средновековния Замък на Кардиф. След 1066 г. при завладяването на Англия от норманите вътре в средата на по-ранния лагер се издига голям землен насип, с каменна кула и овална висока стена. На 20 декември 1955 г. е обявен за столица на Уелс.

## Образование
Университетът на Кардиф е основан през 1883 г.
- Университет на Кардиф

## Спорт
На стадион „Милениум Стейдиъм“, красиво разположен на брега на река Таф, се играят от 2000 г. финалните мачове за купата на Англия (FA Cup) и суперкупата Чарити Шийлд (Charity Shield), както и много срещи по ръгби.
Представителният футболен отбор на града се нарича ФК Кардиф Сити (Cardiff City FC). Дългогодишен участник е в английската футболна група Чемпиъншип. Играе мачовете си на стадион „Ниниън парк“.

## Личности родени в Кардиф
- Крейг Белами (р. 1979), футболист
- Райън Гигс (р. 1973), футболист
- Роалд Дал (1916 – 1990), писател
- Боби Джоунс (р. 1929), писател
- Гриф Рис Джоунс (р. 1953), писател и артист
- Джилиън Кларк (р. 1937), поет
- Родри Морган (р. 1939), политик
- Тери Нейшън (1930 – 1997), телевизионен сценарист
- Айвър Новело (1893 – 1951), киноартист и певец
- Шейкин Стивънс (р. 1948), рокпевец
- Джон Тошак (р. 1949), футболен треньор
- Еос Чатър (р. 1976), уелска виолистка, членка на квартета „Бонд“

## Побратимени градове
- Луганск, Украйна
- Нант, Франция
- Перник, България
- Сиамън, Китай
- Фюлке Хордлан, Норвегия
- Щутгарт, Германия

## Галерия
- Ректоратът на университета в Кардиф
- Стадион „Милениъм“ в Кардиф